# John Guest

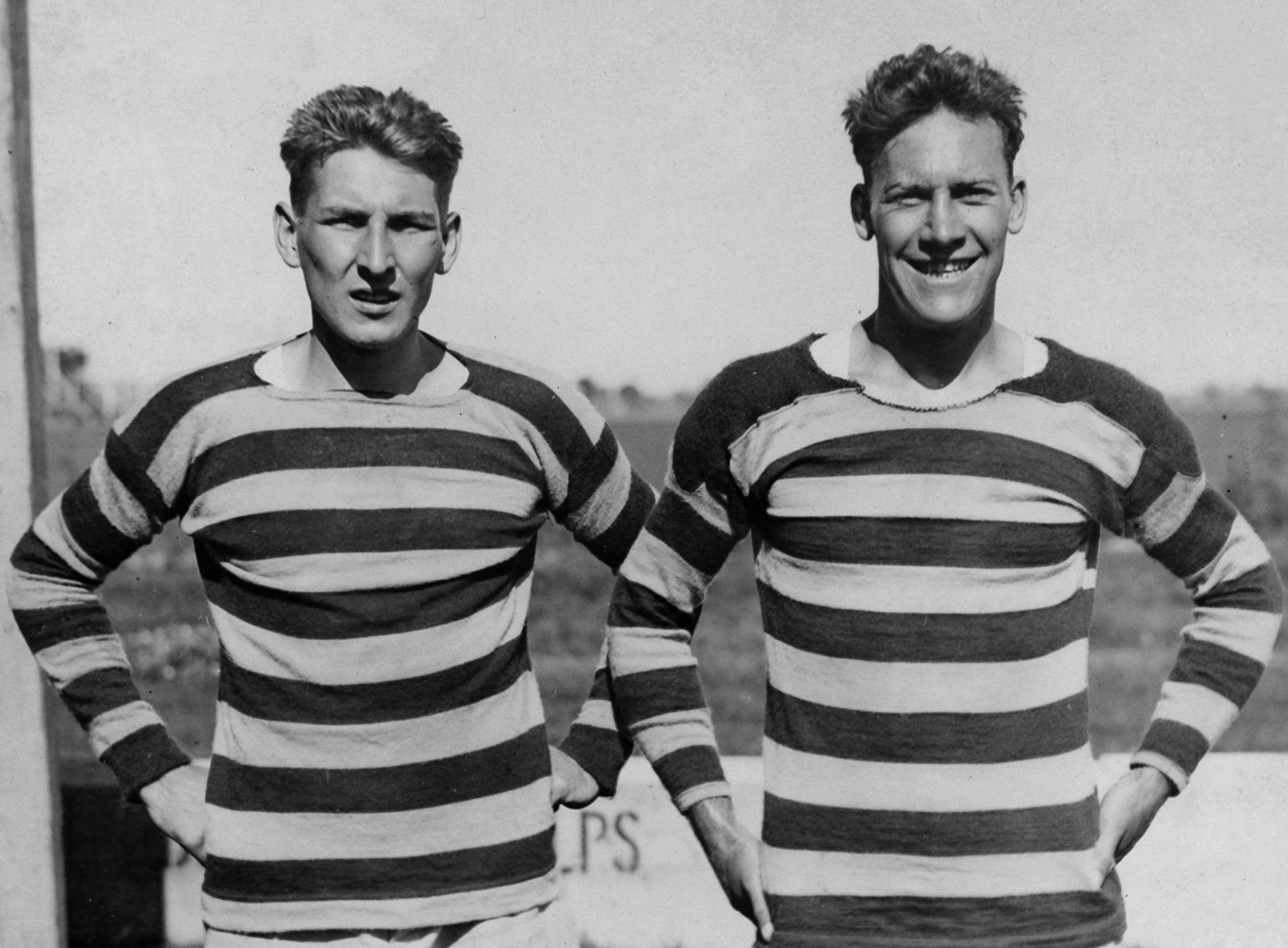
John Guest (links) und Joseph Wright im Jahr 1928

John „Jack“ Schofield Guest (* 28. März 1906 in Montreal; † 12. Juni 1972 in Toronto) war ein kanadischer Ruderer. 
John Guest begann 1924 mit dem Rudersport. 1928 schied er im Halbfinale der Diamond Sculls, dem Einer-Wettbewerb bei der Henley Royal Regatta gegen seinen Landsmann Joseph Wright aus. Bei den Olympischen Spielen 1928 in Amsterdam starteten Wright und Guest gemeinsam im Doppelzweier. Im Vorlauf besiegten sie das Boot aus den Niederlanden. Im Zwischenlauf unterlagen sie dem deutschen Boot mit Horst Hoeck und Gerhard Voigt. Nach einem Sieg im Hoffnungslauf über die Franzosen trafen die Kanadier im Viertelfinale erneut auf die Deutschen und siegten diesmal. Nach einem Freilos im Halbfinale unterlagen sie im Finale gegen die US-Ruderer Paul Costello und Charles McIlvaine.
1929 schied Guest bei den Diamond Sculls gegen Joseph Wright aus, 1930 siegte er im Finale gegen den Deutschen Gerhard Boetzelen. Danach beendete er seine aktive Ruderkarriere. Guest war viele Jahre lang Präsident des Don Rowing Club of Mississauga, in den 1950er- und 1960er-Jahren war er im kanadischen Verband und im Weltruderverband aktiv. Von 1960 bis 1968 war er Direktor der Canadian Olympic Association, der Vorgängerorganisation des heutigen Canadian Olympic Committee.